# Siegmund Exner
Siegmund Ritter Exner von Ewarten, född 5 april 1846 i Wien, död där 5 februari 1926, var en österrikisk fysiolog, son till Franz Exner.
Exner studerade i Wien samt i Heidelberg under Ernst Wilhelm von Brücke och Hermann von Helmholtz. Han promoverades 1870, blev 1871 assistent vid fysiologiska institutet i Wien och kallades 1875 till e.o. professor där. Den ordinarie professuren och direktorsbefattningen övertog han 1891 efter Brücke. Exner författade talrika arbeten inom nervfysiologi. I förening med Gad utgav Exner 1887–1893 "Zentralblatt für Physiologie".